# Essentiële singulariteit

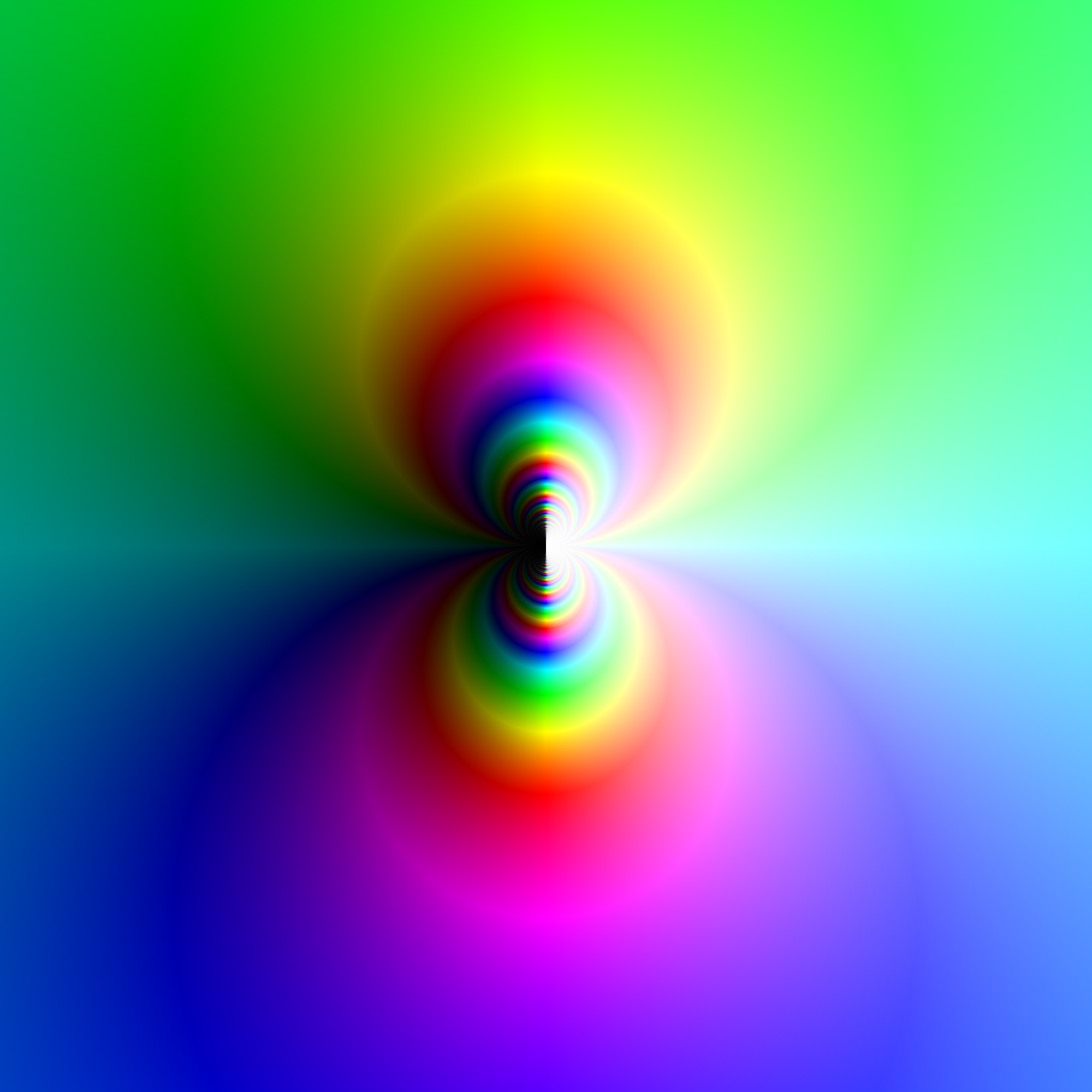

In de complexe functietheorie is een essentiële singulariteit van een functie een singulariteit, die geen ophefbare singulariteit of pool is.
Beschouw een open deelverzameling {\displaystyle U} van het complexe vlak {\displaystyle \mathbb {C} }, met daarin een element {\displaystyle a\in U} en een meromorfe functie
{\displaystyle f:U\setminus \{a\}\to \mathbb {C} }
Het punt {\displaystyle a} wordt een essentiële singulariteit voor {\displaystyle f} genoemd, wanneer het punt noch een pool noch een ophefbare singulariteit is. De functie
{\displaystyle f(z)=e^{1/z}}
heeft bijvoorbeeld een essentiële singulariteit in punt {\displaystyle z=0}.
Het punt {\displaystyle a} is een essentiële singulariteit dan en slechts dan als de limiet
{\displaystyle \lim _{z\to a}f(z)}
niet bestaat als een complex getal en ook niet gelijk is aan oneindig. Dit is dan en slechts dan het geval als of {\displaystyle f} polen in iedere omgeving van {\displaystyle a} heeft of de laurentreeks van {\displaystyle f} in het punt {\displaystyle a} oneindig veel termen van negatieve graad heeft, wat wil zeggen dat het 'belangrijkste deel' een oneindige som is.
Het gedrag van een meromorfe functie in de buurt van essentiële singulariteiten wordt beschreven door de stelling van Weierstrass-Casorati en ook door de sterkere stelling van Picard. Een functie {\displaystyle f} kan volgens de stelling van Picard in iedere omgeving van een essentiële singulariteit {\displaystyle a} iedere complexe waarde oneindig vaak kan aannemen. Er is hooguit een complexe waarde van {\displaystyle f} in iedere omgeving waar dit niet zo voor is.

## Voorbeeld
De functie {\displaystyle \exp(1/z)} wordt in de afbeelding weergegeven, gecentreerd op de essentiële singulariteit in {\displaystyle z=0}. De kleur geeft de waarde van het complexe argument en de helderheid de absolute waarde. De afbeelding laat zien hoe de functie uit verschillende richtingen benaderd verschillende waarden oplevert. Dat is om een pool anders en is de afbeelding daarom heen wit.

## Websites
- L Ahlfors. Complex Analysis.
- MathWorld. Essential Singularity.
- Wolfram Demonstraties Project. Een essentiële singulariteit.